# Incertae sedis

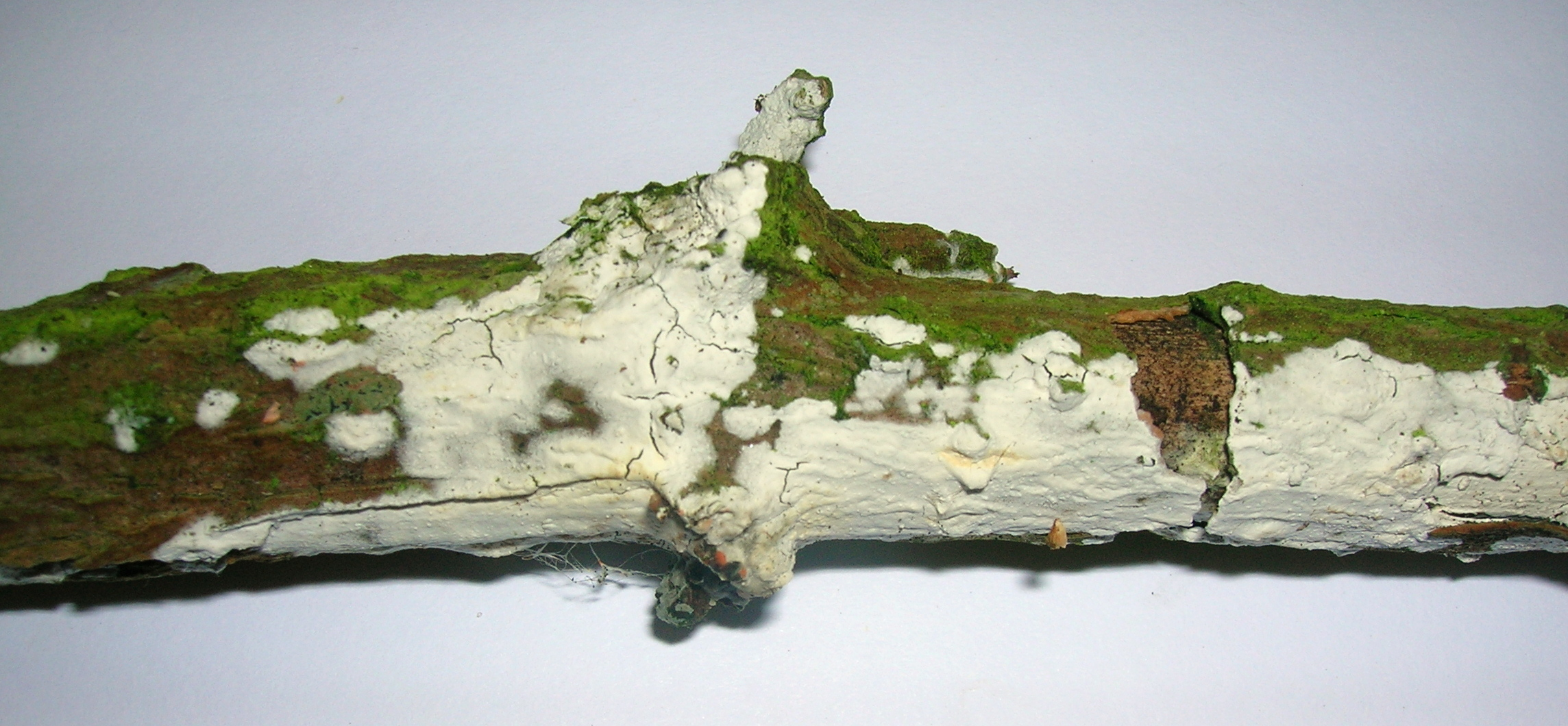
Hongo incertae sedis Hyphodontia sambuci sobre una rama de saúco.

La expresión latina incertae sedis (del latín "de posición incierta") se usa en taxonomía para señalar la incapacidad para ubicar exactamente un taxón (por ejemplo, una especie o género) dentro de la clasificación. Se abrevia comúnmente como inc. sed. Su necesidad refleja la parcialidad del conocimiento sistemático, y detrás de su uso hay más a menudo una falta de acuerdo entre los especialistas que carencia de información o hipótesis acerca del parentesco. Su uso debe considerarse provisional y dura tanto como se tarda en reunir las pruebas de las relaciones del taxón.
Por ejemplo el hongo, hasta ahora poco estudiado, Hyphodontia sambuci que crece sobre la corteza del saúco (Sambucus nigra) en forma de manchas blancas, en 2006 estaba clasificado como un incertae sedis.

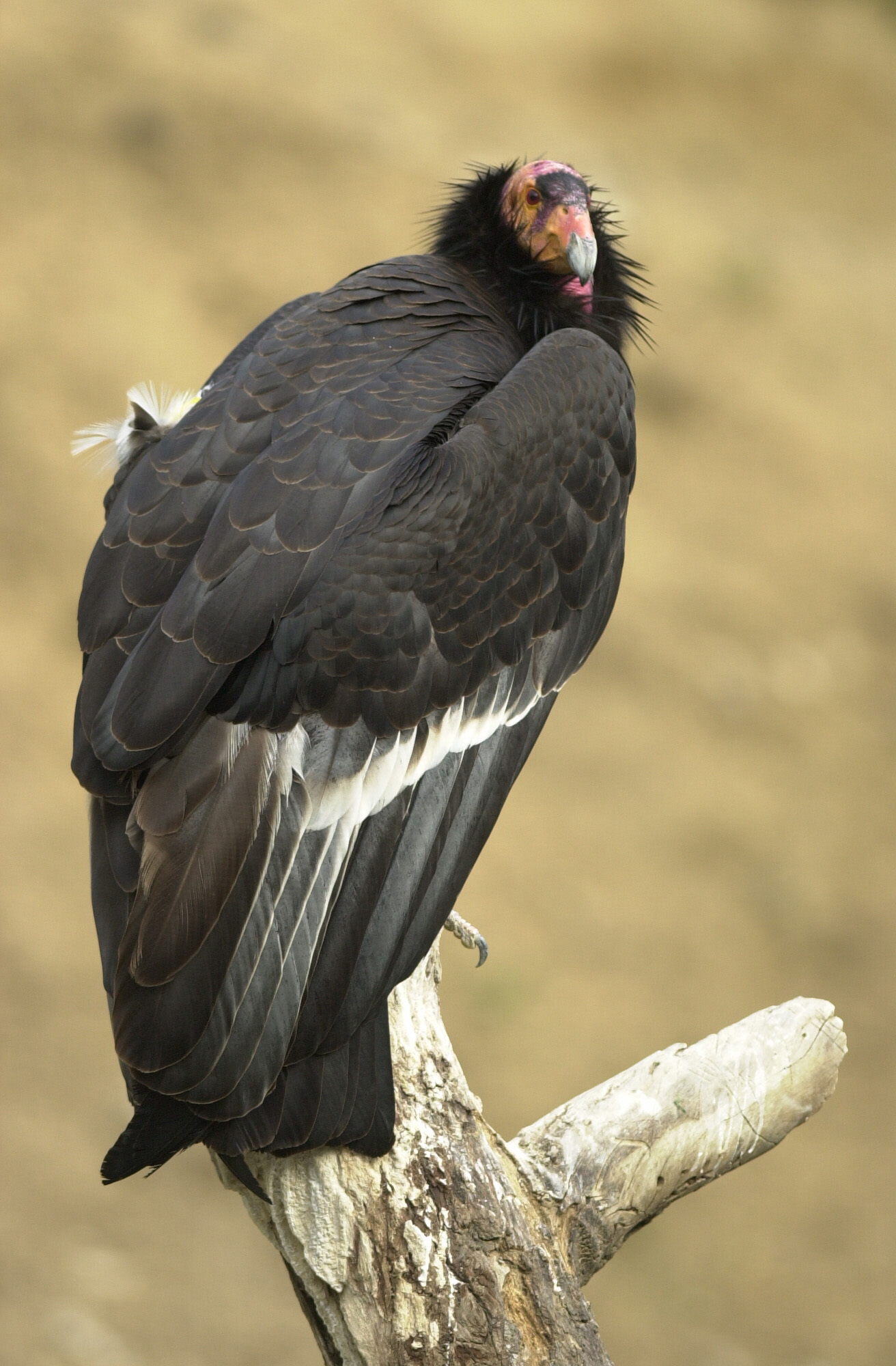
Los buitres del Nuevo Mundo, como el quebrantahuesos, fueron clasificados incertae sedis dentro de la clase Aves hasta el reconocimiento del nuevo orden Cathartiformes.

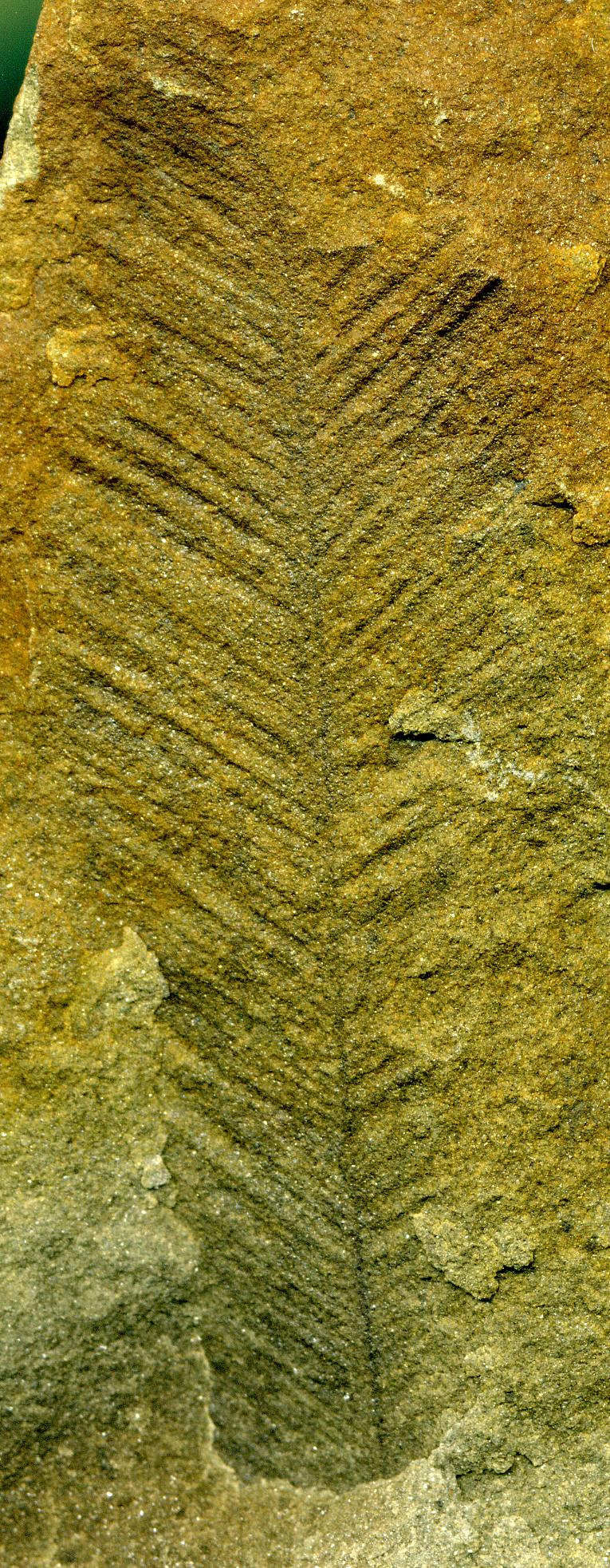
Plumalina plumaria Hall, 1858 (6,3 cm de altura), del Devónico superior de Nueva York. Generalmente se asigna este organismo a los hidrozoos (filo Cnidaria, clase Hydrozoa) o a los gorgonarios (clase Anthozoa, orden Gorgonaria), pero probablemente sea más seguro referirse a él como incertae sedis.

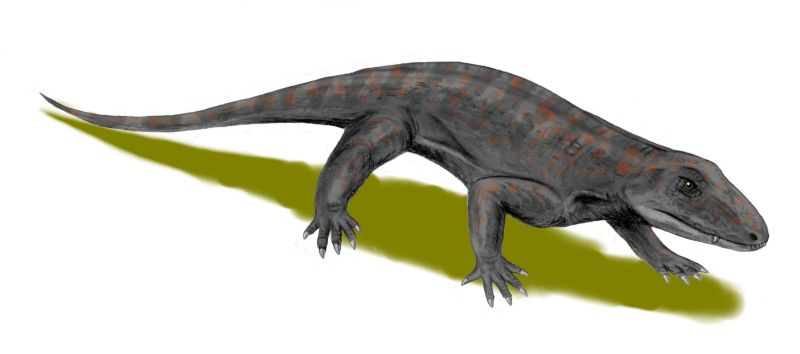
Los varanópidos (Varanopidae), una familia enigmática de tetrápodos, tuvieron relaciones controvertidas dentro de los tetrápodos terrestres. Muchos paleontólogos los asignaron al pasado como sinápsidos eufelicosaurios. Otros los colocan como neodiápsidos basales. Una solución de compromiso es considerarlos dentro de Amniota incertae sedis.

## Ejemplos
El fósil vegetal Paradinandra suecica no pudo asignarse a ninguna familia, pero fue clasificado como incertae sedis dentro del orden Ericales en 2001.
El fósil Gluteus minimus, descrito en 1975, no pudo asignarse a ningún filo animal conocido. Por tanto, el género se considera incertae sedis dentro del reino Animalia.
Aunque no se sabía a qué orden pertenecían los buitres del Nuevo Mundo (familia Cathartidae), fueron clasificados como Aves incertae sedis. Luego se propuso el orden Cathartiformes.
El pájaro del bosque de Bocage, Motacilla bocagii (antes Amaurocichla bocagii), fue clasificado primero como Passeroidea incertae sedis hasta que un estudio filogenético en 2015 lo reubicó en el género Motacilla (Motacillidae).
Parakaryon myojinensis, un organismo unicelular que parece distinto de procariontes y eucariontes, siendo la única especie con posición totalmente desconocida en el árbol de la vida.
La llamada «materia oscura biológica», material genético de microorganismos no identificados que no coincide con ninguna especie conocida. Al igual que Parakaryon, su posición en el árbol de la vida es completamente desconocida.
Metallogenium, una bacteria capaz de formar minerales con forma de estrella.
Circothecidae, una familia del Cámbrico, a veces asignada a los Hyolitha, aunque algunos autores actualmente descartan esa relación.
La polilla «fénix escarchada» (Titanomis sisyrota) es tan rara y oscura que no puede ubicarse en ninguna familia dentro de los Lepidoptera.
Aunque algunos taxónomos consideran que la biota Ediacaran eran animales tempranos, su posición real dentro de Eukaryota es incierta. Se ha propuesto que podrían ser cnidarios, articulados, hongos, protistas coloniales, algas,  líquenes o incluso un reino extinto diferente.

## En la nomenclatura formal
Al nombrar formalmente un taxón, la incertidumbre en su clasificación puede ser problemática. El Código Internacional de Nomenclatura para algas, hongos y plantas establece que “las especies y subdivisiones de géneros deben asignarse a géneros…, pero rangos mayores pueden ser etiquetados como incertae sedis”.

## Motivos de uso

### Descripción deficiente
Un artículo de 2007 sobre crustáceos del Trench Kuril-Kamchatka describe por qué se asignan taxones como incertae sedis:

…el retiro de muchos géneros de familias nuevas y existentes a un estado de incertae sedis. Su estatus reducido se atribuyó en gran parte a descripciones pobres o inadecuadas… homoplasias extensas, aparentes reversiones de caracteres y evolución convergente.

### No incluido en un análisis
Si un análisis filogenético no incluye un cierto taxón, los autores pueden etiquetarlo como incertae sedis en lugar de especular sobre su posición. Esto es común en estudios moleculares (difícil obtener tejidos de organismos raros) o en fósiles parciales.

### Controversia
Cuando existen resultados conflictivos o no hay consenso, el taxón se marca como incertae sedis hasta que se resuelva la controversia.

## Incertidumbre filogenética vs. nomenclatural
El término indica incertidumbre sobre la posición filogenética, que puede expresarse con un signo de interrogación antes o después del nombre. Esto difiere de nombres dudosos (nomen dubium, species inquirenda) o expresiones como "cf." cuando hay especimenes mal preservados.

## En nomenclatura zoológica
En zoología, incertae sedis no es un término del código, sino una forma de indicar "posición incierta". En botánica, un nombre no se publica válidamente si no es aceptado por el autor. Algunos paleontólogos usan signos de interrogación en "nomenclatura abierta" para expresar dudas.